# Лысковский замок
Лысковский замок (бел. Лыскаўскі замак) — королевский замок, существовавший в XV—XVIII веках недалеко от деревни Лысково Пружанского района Брестской области Белоруссии.

## Описание
Замок находился на правом берегу реки, в полукилометре от деревни Лысково. Замчище, квадратное в плане, размером 68х68 метров. Западный вал, сохранившийся лучше остальных, имеет ширину около 10 метров. На его вершине — площадка, шириной около 2 метров, посредине которой размещался въезд в замок. Сохранились также южный вал и фрагменты восточного. На углах замка находились несохранившиеся, круглые в плане башни, диаметром 8 метров.
Вокруг замка проходил ров, за которым находился следующий вал высотой 1,5 метра и шириной 4 метра (сохранился с западной и южной сторон). На расстоянии 90 метров от замчища располагался третий, дугообразный вал и ров, окружавшие замок с запада, юга и востока. Внутри вала существовал проезд, около которого сохранилось башенное возвышение.

## История замка
В XV веке Лысково являлось великокняжеским владением и входило в Волковысский повет Новогрудского воеводства. В это время замок мог принадлежать великой княгине литовской и королеве польской Боне Сфорце.
Замок был почти полностью разрушен во время Северной войны, когда в 1706 году в районе его велись военные действия.
Существует версия о том, что именно в Лыскавском замке был создан известный памятник летописания «Хроника Быховца».

## Легенды и фольклор
В XIX веке фольклорист М. Федоровский записал ряд легенд, связанных с замком.
Согласно одной из них, замком владела госпожа Беня (Бона). Во время войны между русскими и поляками, дворец и замок, в котором он находился, были разрушены, а Беня, еле спасшаяся, прокляла тех кто воевал, и место, где стояли дворец и замок. С той поры, по утверждению местных жителей, на замковых валах был слышен плач, а иногда виден огонь, который угасал при приближении человека.
Согласно другому преданию, когда местные жители, после битвы русских с поляками, хоронили убитых, двое из них заметили на трупе одного из солдат дорогой перстень и захотели его взять. Не сумев снять перстень с руки, попросту отсекли палец. Долгое время после этого в деревню приходил призрак беспалого воина и тревожил людей, пока не положили кости его пальца в могилу.